# 観心院

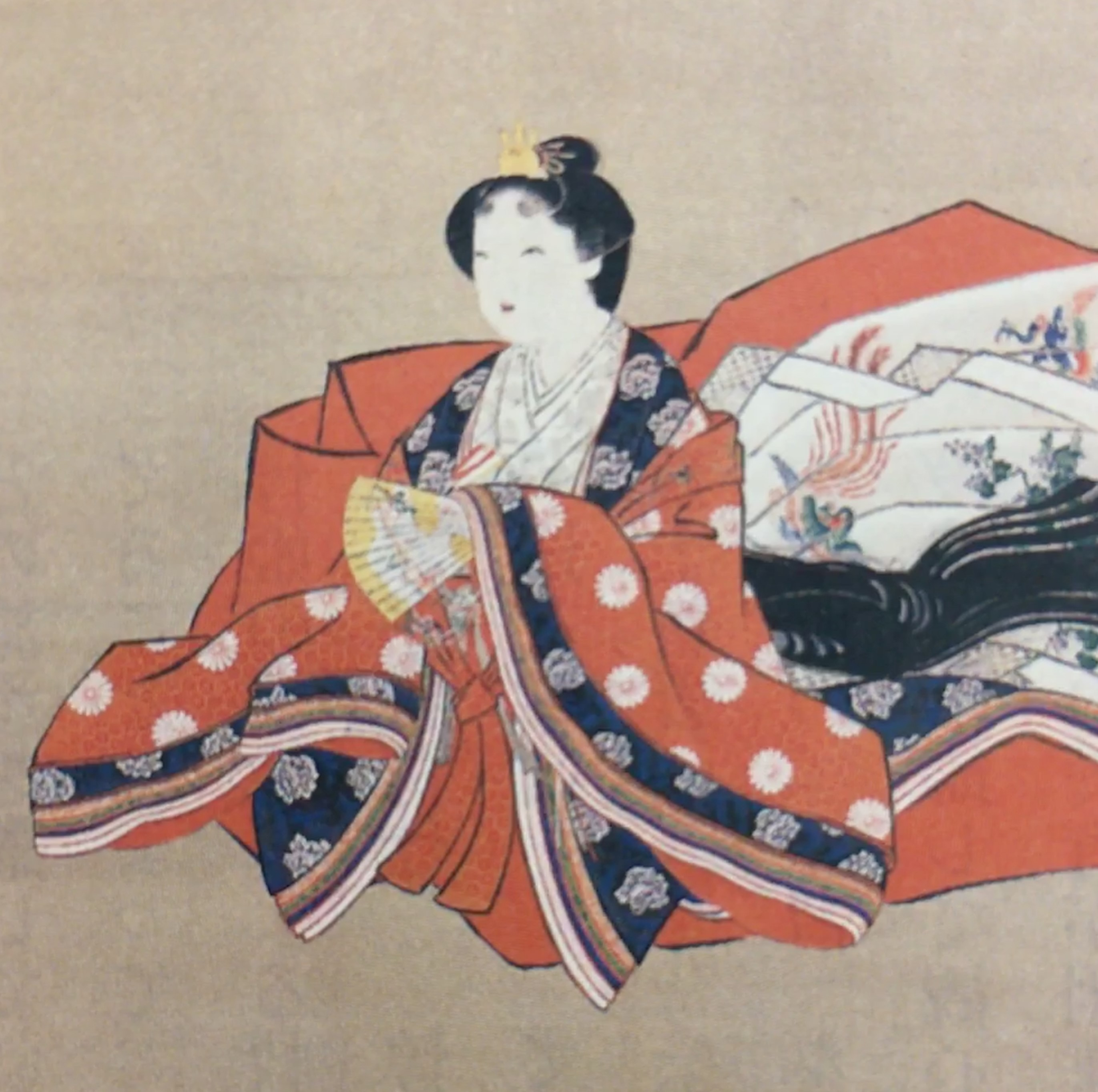
惇姫像(仙台市博物館蔵)

観心院（かんしんいん、延享2年（1745年） - 文化2年9月16日（1805年11月6日））は、第7代仙台藩主伊達重村の正室。関白近衛内前の養女で広幡長忠の娘。母は側室仲小路氏。本名は惇君、伊達家に入って年子（のぶこ）。

## 経歴
宝暦10年（1760年）2月に重村と結婚。重村の祖母である長松院は大叔母で重村ははとこにあたる。
明和元年（1764年）に一女を生むが夭折。また明和7年（1770年）に後に井伊直富の正室となる満姫を出生。
安永3年（1774年）に側室・喜多山氏を生母として後の伊達斉村が出生し、その養母となる。翌安永4年（1775年）に一男を出生するが夭折。
寛政8年3月2日（1796年4月9日）に江戸にて孫の政千代(後の伊達周宗)が出生するが同年4月16日に周宗生母の誠子が23歳で死去した。さらに同年4月21日(1796年5月27日)には袖ヶ崎屋敷の夫の重村が、同年7月27日に国許で養子の斉村が相次いで死去した。
このために乳児の孫・政千代が相続する事態となったが、本来なら将軍の御目見を得た後継者でないため相続できないところであったので、斉村の死去を幕府や家臣に隠した上で、義弟の近江堅田藩主(のち下野佐野藩主)で幕府若年寄堀田正敦や三河刈谷藩主の土井利謙との協議の結果、8月15日に幕府に対して末期養子での相続願いを出した上で10月29日に政千代が襲封した。
観心院は周宗の養育と補佐を行い、かつ親戚大名の土井利謙や田村村資などとの相談の結果、堀田の後見を受けることとなった。ただし、堀田の役割はあくまで幕府と藩内の双方に対して藩の政治的不安を解消させることが狙いであり、観心院は藩政は奉行の中村景貞（日向）及び大内義門（縫殿）による補佐、藩内警護は一門家の伊達村氏（安房）、伊達村常（安芸）、伊達村幸（式部）により行うよう、重臣には重要案件は伊予宇和島藩主の伊達村寿などの親類衆に相談するように命じ、政千代（周宗）の補佐体制が固まる。
文化2年9月16日（1805年11月6日）に死去。享年61。葬所は大年寺。法諡は観心院殿慧性衍明尼大姉。
仙台市若林区で毎年8月20日に行われる広瀬川の灯籠流しは、宝暦、天明、天保の飢饉による犠牲者を弔うため、観心院が行ったものが始まりとされる。